# Monar Jonban
Ne doit pas être confondu avec Minaret oscillant de Kharanaq.

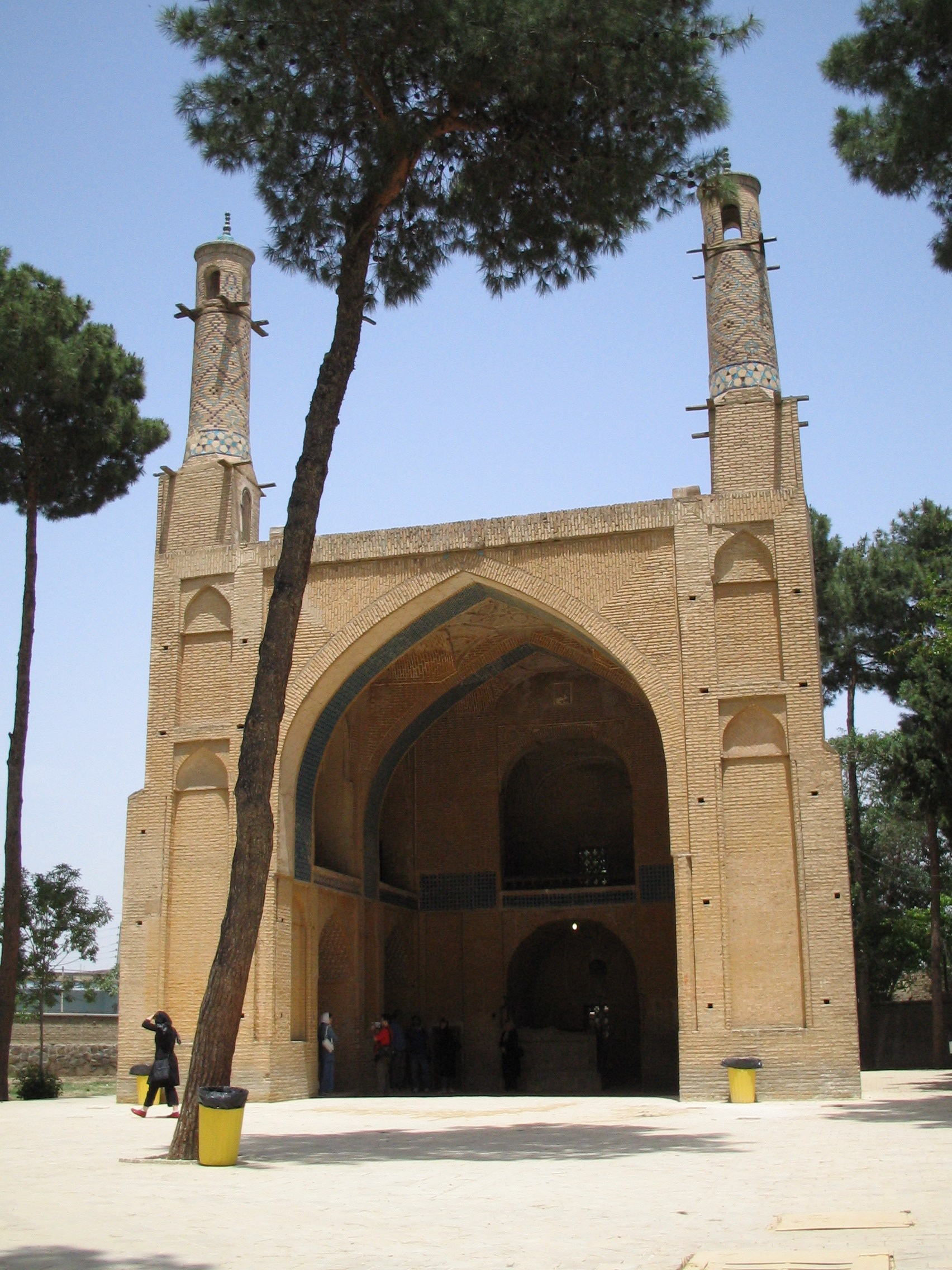
Les minarets tremblants d'Ispahan.

Les minarets tremblants d'Ispahan (en persan : منارجنبا‌ن‌های اصفهان / Menar-Jonbân-hâ-ye Eṣfahân) sont deux minarets qui flanquent la terrasse du tombeau édifié au XIVe siècle d'Amou Abdollah Soqla (mort l'an 716 de l'hégire), à Ispahan, en Iran, et qui ont pour particularité d'osciller ensemble dès qu'on secoue l'un d'eux. 

## Histoire et architecture
L'iwan a été érigé peu après 1316, sous la dynastie mongole des Ilkhanides, en tant que sanctuaire pour Amu Abdollah Soqla (ou Abdollah Karladani), un ermite soufi enterré ici. Réalisées sous la dynastie safavide, la conception des minarets est attribuée à Sheikh Bahai,.
L'iwan mesure 10 mètres de haut et 10 mètres de large, les minarets ont une hauteur de 7 mètres et une circonférence de 4 mètres.  Le toit au-dessus du sanctuaire est en partie couvert d'un briquetage ouvragé.

## Minarets tremblants
Les minarets expliquent la renommée du sanctuaire sans comparaison avec sa dimension architecturale. En raison du rapport entre la hauteur et la largeur des minarets et la largeur de l'iwan, si un minaret est secoué, les deux tremblent à l’unisson. 
Les poutres en bois sur la partie supérieure des minarets ont été placées à cet endroit pour faciliter les vacillations des minarets mais la présence de ce matériau dans la maçonnerie entraîne des complications pour l'entretien du bâtiment. Les secousses répétées ont causé des dommages structurels considérables.
Jami Masjid, mosquée de la ville d'Ahmedabad, en Inde, possédait également des minarets tremblants, partiellement détruits par le tremblement de terre de 1828 .
Ce phénomène existe également au Pakistan (visible sur le monument nommé Jhulta Minara à Ahmedabad). Des spécialistes pensent que cette particularité est due à certaines propriétés des dimensions du bâtiment ainsi qu'aux poutres de bois de la base des minarets.
Cependant, l'abondance des touristes qui veulent vérifier le phénomène met en danger l'édifice. Depuis quelques années, la mise en branle des minarets est exclusivement effectuée par le personnel d'accueil, et n'a lieu que toutes les demi-heures au maximum.

## Galerie

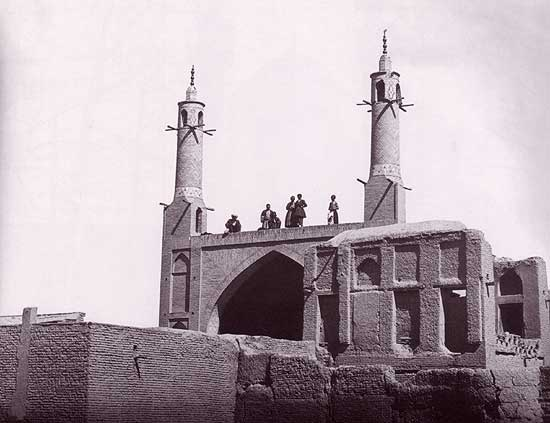
Vue de 1873, prise par le photographe allemand Ernst Hoeltzer.
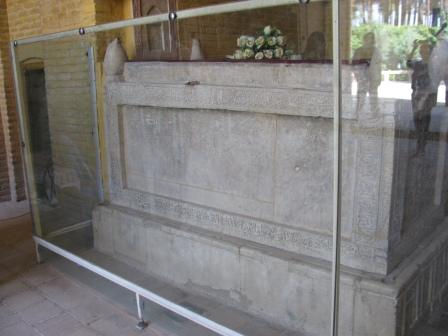
Tombeau du mystique Abdollah Karladani.
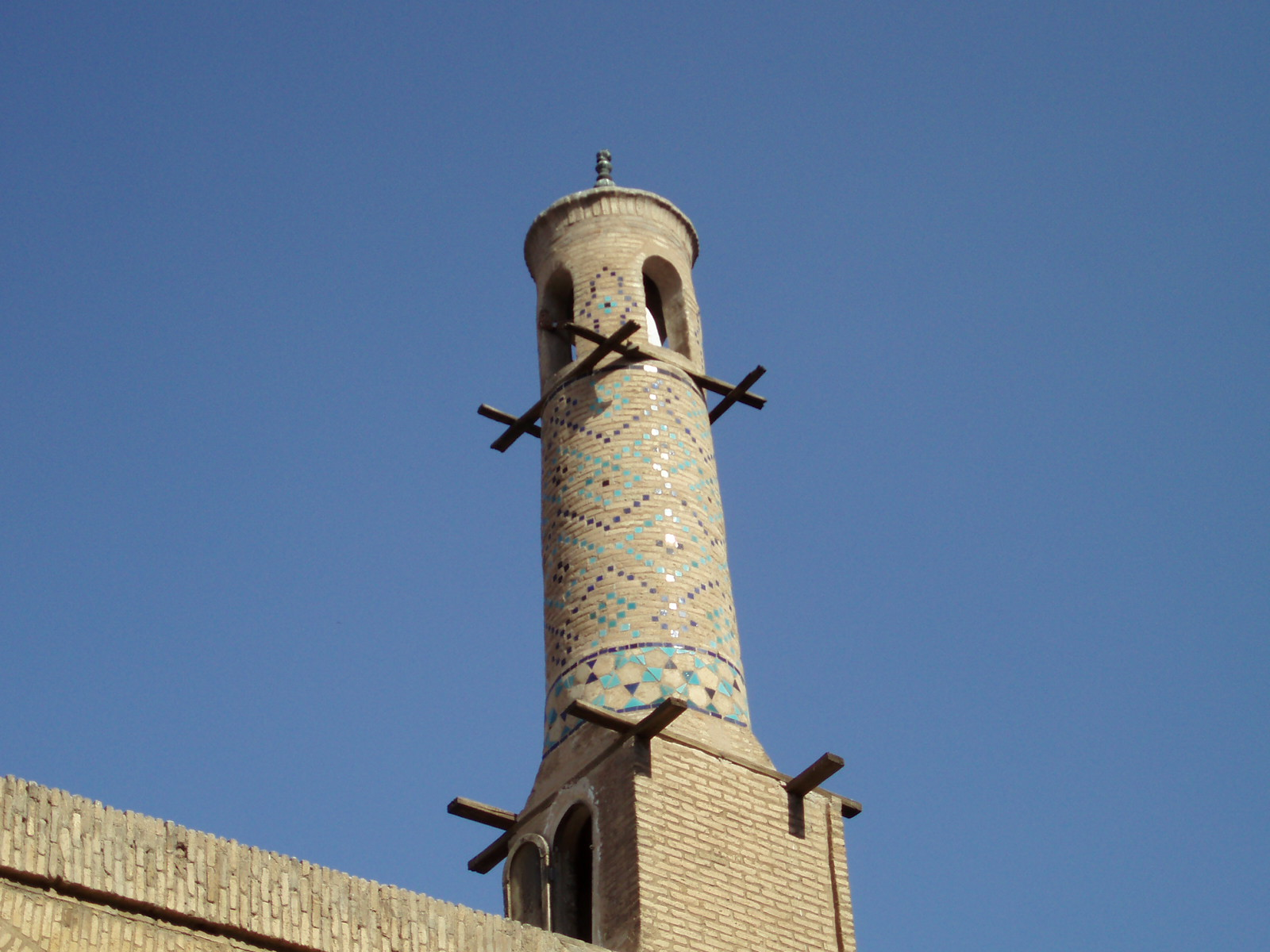
Minaret décoré de céramiques bleues.